# Call of Duty: World at War
Call of Duty: World at War (с англ. — «Зов долга: Мир в войне», сокр. CoD: WaW, рабочее название Call of Duty V) — компьютерная игра в жанре шутера от первого лица, разработанная американской компанией Treyarch и изданная Activision. Пятая игра в серии Call of Duty.
Игра Call of Duty: World at War была выпущена в ноябре 2008 года на шести целевых платформах: PlayStation 2, PlayStation 3, Xbox 360, PC, Nintendo Wii и Nintendo DS. 19 ноября 2008 года игра стала доступна для покупки через интернет-сервис Steam.
Сюжет игры снова возвращается к действиям Второй мировой войны в Европе, но был добавлен новый театр военных действий — тихоокеанский, добавляющий новую сторону союза «Оси» — Японскую империю.
В первый же день релиза игры было продано более одного миллиона копий игры. Таким образом, игра пропустила вперёд только спортивный симулятор FIFA 09.

## Сюжет
Миссии идут с 1942 по 1945 год. На протяжении всей сюжетной линии игра идёт за двух персонажей. Первый — это рядовой морской пехоты Миллер. Основной персонаж почти всех миссий за США (не считая только одной миссии — за старшину Локка, являющийся третьим персонажем). Второй — это рядовой Красной армии Дмитрий Петренко, представляющий СССР. Всего в игре 15 сюжетных миссий.
Американская часть сюжета начинается освобождением протагониста из японского плена на атолле Макин, а заканчивается сражением за замок Сюри на Окинаве. Советская часть начинается в Сталинграде и заканчивается штурмом Рейхстага, который является последней миссией игры, хотя это событие исторически более раннее, чем сражение за Окинаву.

## Зомби Рейха
«Зомби Рейха» (англ. «Nazi Zombies») — бонусный режим игры, который открывается после прохождения одиночной кампании. Возможно играть как в одиночку, так и в кооперативе, с 3 другими игроками. Деньги (очки) начисляются за уничтожение зомби и починку окон, которые преграждают зомби путь к игрокам. Зомби приходят волнами, в небольших промежутках между которыми игроки могут передохнуть и укрепить свою защиту. Игра заканчивается со смертью всех игроков, так как атаки зомби повторяются бесконечно, при этом сами зомби с каждой новой атакой становятся всё сильнее. Всего было выпущено 4 карты.
Для получения трёх последних карт было выпущено три дополнения Map Pack на всех платформах в виде патчей с версии 1.2 до 1.7.
Этот режим перешёл в Call of Duty: Black Ops, где история продолжает развиваться.
У каждой карты есть своя «металлическая» фоновая музыка, которую можно прослушать, проделав некоторые определённые действия или погибнув.
В совместной игре, начиная с карты «Shi No Numa», предоставляется возможность играть за одного из четырёх персонажей: Танк Демпси, Николай Белинский, Эдвард Рихтгофен и Такео Масаки.

## Многопользовательская игра
Кроме стандартного мультиплеера, в игре имеется и кооператив: режим «Зомби Рейха» и кооперативное прохождение на четверых игроков.
В кооперативном прохождении игроки проходят основную кампанию синглплеера (за исключением миссий «Вендетта» и «Чёрные кошки»). Игроки во время прохождения могут соревноваться между собой, зарабатывая очки. Также во время прохождения будут доступны чит-карты, которые можно применить во время прохождения кампании. Их можно найти во время прохождения игры по одной на каждом уровне.
Стандартная многопользовательская игра имеет те же режимы, что и в Call of Duty 4: Modern Warfare, за исключением режимов «Захват флага» и «Война».
Война — новый введённый режим Call of Duty. Цель — захват и удерживание пяти флагов (на мини-картах трёх флагов). Два первых флага уже контролируются союзниками, средний флаг нейтральный, а два последних принадлежат противнику. Если команда контролирует все пять флагов, она выигрывает.

### Мультиплеерное вооружение
В мультиплеере к каждому индивидуальному оружию предусмотрены соответствующие улучшения (прицелы, пламегасители). Возможно выбрать только одно из максимально возможных четырёх. Это не относится к пистолетам.

## Отзывы
| Сводный рейтинг       | Сводный рейтинг                                                      |
| Агрегатор             | Оценка                                                               |
| --------------------- | -------------------------------------------------------------------- |
| GameRankings          | 85,57 % (X360) 85,11 % (PS3) 84,65 % (PC) 83,59 % (Wii) 77,83 % (DS) |
| Metacritic            | 84/100 (X360) 85/100 (PS3) 83/100 (PC) 83/100 (Wii)                  |
| Иноязычные издания    |                                                                      |
| Издание               | Оценка                                                               |
| 1UP.com               | B                                                                    |
| Destructoid           | 6/10                                                                 |
| Game Informer         | 8,75/10                                                              |
| GameRevolution        | [ 19 ]                                                               |
| GameSpot              | 8,5/10                                                               |
| GameSpy               | [ 24 ] [ 25 ]                                                        |
| GamesRadar+           | [ 26 ]                                                               |
| GameTrailers          | 8,7/10                                                               |
| GameZone              | 8,5/10 (PC, PS3) 9/10 (X360) 8,1/10 (Wii)                            |
| Giant Bomb            | [ 32 ]                                                               |
| IGN                   | 9,2/10 (X360) 8,0/10 (Wii)                                           |
| OXM                   | 7,5/10                                                               |
| VideoGamer            | 9/10                                                                 |
| WorthPlaying          | 8,7/10                                                               |
| Русскоязычные издания |                                                                      |
| Издание               | Оценка                                                               |
| 3DNews                | 7,5/10                                                               |
| Absolute Games        | 65 %                                                                 |
| PlayGround.ru         | 7,5/10                                                               |
| «Игромания»           | 8/10                                                                 |
| «Игры Mail.ru»        | 6,5/10                                                               |
| «ЛКИ»                 | 74 %                                                                 |

Игра заняла третье место в номинации «Шутер года» (2008) журнала Игромания.
В целом игра получила менее положительные оценки, нежели прошлая игра серии Call of Duty 4: Modern Warfare, которую разработала компания Infinity Ward.
По данным агрегатора GameRankings игра имеет в целом 80-85 % положительных баллов на всех платформах. Того же мнения придерживается агрегатор Metacritic, где все платформы имеет в целом 83-85 из 100 положительных баллов.
Описывая игру в целом, GameSpot заявил, что она вернулась к сеттингу Второй мировой войны, «World at War достиг величия, но отстаёт от высокого качества». IGN пришёл к выводу, что World at War будет «солидным, уверенным шутером, чтобы достаточно предложить второстепенность и хардкор». В общем, журнал Official Xbox Magazine охарактеризовал игру как «больше похожую на дополнение в серии Call of Duty, а не полноценную игру».
IGN аплодировал разработчику Treyarch за его решение о разработке «World at War» на тему Тихоокеанского театра военных действий Второй мировой войны. Добавление режима кооператива также похвалили, что помогло повысить играбельность игры, а режим многопользовательской игры был описан как «ясная область, в которой блистает World at War». Некоторые положительные моменты, были отмечены GameSpot: «хорошо продуманный диалог» персонажей сержанта Ройбука и сержанта Резнова, а также твёрдая и быстро развивающаяся одиночная/кооперативная кампания".
IGN раскритиковал, что масштабы кампании нанесли ущерб последовательности сюжета, причём некоторые миссии проходят через несколько лет после других и нарушают хронологию повествования. Основная критика Official Xbox Magazine заключалась в том, что Treyarch не расширился после успеха Call of Duty 4: Modern Warfare, но вместо этого создал «игровое продолжение», в котором используются элементы Call of Duty 4, однако добавил: «ничего примечательного нет». Другие недостатки, отмеченные изданием, включали отсутствие азарта в сюжетной линии кампании и несколько различий между миссиями Тихоокеанского театра и миссиями Европейского театра, заявив, что: «Вы могли бы просто пройтись по-другому европейскому городу с множественными деревьями». GameSpot критиковал использование в игре «изнашиваемых исходных материалов» и «дежавю игровой механики», что к тому же подразумевает её сходство с другими играми серии Call of Duty. 1UP.com заявил, что ужасы в игре «почти много раз повторяются». GameSpot похвалил более мрачное и грубое изображение сеттинга Второй мировой войны. 1UP.com отметил значительное увеличение графического насилия и жестокости (даже по рейтингу M Call of Duty 4) как позитивное улучшение реализма, сказав: «В то время как враги умирали массово в предыдущих частях, расчленение и кровь по сути были несуществующими. То есть в большинстве это никогда не случалось — здесь ноги оторваны, люди взывают в агонии, когда они потеряли потерянные части тела, а капли крови летают, когда пули пронзают плоть». И что «World at War более точно изображает ужасы Второй мировой войны, чем когда-либо прежде».

### Продажи
Call of Duty: World at War стала второй по популярности игрой за ноябрь 2008 года в Соединённых Штатах, продав более 1,41 миллиона единиц. Версии Xbox 360 и PlayStation 3 были второй и девятой самыми продаваемыми товарами в декабре 2008 года в США, продажи которых превысили 1,33 миллиона и 533 000 экземпляров соответственно. Версия Xbox 360 стала шестым самым продаваемым товаром 2008 года, продав более 2,75 миллиона экземпляров. Версия Wii была признана 19-й самой продаваемой и седьмой по популярности игрой в декабре 2008 года в США. Игра проявила особый интерес в Соединённом Королевстве, где удвоился объём продаж за первую неделю по сравнению с Modern Warfare на PS3 и Xbox 360. Версия Xbox 360 World at War получила награду «Двукратная платина» от Ассоциации интерактивных развлечений Великобритании, с указанием продаж не менее 600 000 экземпляров в Англии. UKIE предоставила версии PlayStation 3 выпуск «Платиновой» сертификации, для продажи по меньшей мере 300 000 копий в регионе. По состоянию на ноябрь 2013 года было продано 15,7 миллионов копий игры.